# Petros Filaniōtīs
Petros Filaniōtīs (in greco: Πέτρος Φιλανιώτης; Nicosia, 13 aprile 1980) è un ex calciatore cipriota, di ruolo centrocampista.

## Carriera

### Club
Ha giocato nella massima serie cipriota con AEL Limassol ed Ethnikos Achnas.

### Nazionale
Ha esordito con la nazionale cipriota nel 2005, giocando in quell'anno 4 partite.